# Čekovce
Čekovce (bis 1927 auch slowakisch Cekovce; ungarisch Csákóc – bis 1892 Csekóc und älter Cekóc) ist eine Gemeinde in der Mitte der Slowakei mit 447 Einwohnern (Stand 31. Dezember 2024), die im Okres Krupina, einem Kreis des Banskobystrický kraj, liegt.

## Geographie
Die Gemeinde befindet sich in der Hochebene Krupinská planina im Tal des Baches Čekovský potok im Einzugsgebiet der Krupinica. Das Ortszentrum liegt auf einer Höhe von 397 m n.m. und ist 11 Kilometer von Krupina entfernt (Straßenentfernung).
Neben dem Hauptort umfasst die Gemeinde auch Kleinsiedlungen (slowakisch regional lazy) Bauceň, Brieza, Gerlach, Háj, Kučalach, Majer, Šípkovec und Žobrák.
Nachbargemeinden sind Bzovská Lehôtka im Norden, Pliešovce, Senohrad und Horné Mladonice im Nordosten, Dolné Mladonice im Osten und Süden, Bzovík im Südwesten und Krupina im Westen.

## Geschichte
Čekovce wurde zum ersten Mal 1391 als Cheke schriftlich erwähnt und war Teil der Herrschaft des Klosters in Bzovík, ab dem 17. Jahrhundert war es Besitz des Graner Seminars. 1715 gab es 39 Haushalte, 1828 zählte man 68 Häuser und 412 Einwohner, die als Landwirte und Winzer beschäftigt waren.
Bis 1918 gehörte der im Komitat Hont liegende Ort zum Königreich Ungarn und kam danach zur Tschechoslowakei beziehungsweise heute Slowakei. Die Einwohner nahmen am Slowakischen Nationalaufstand teil.

## Bevölkerung
| Jahr                | 1994 | 2004     | 2014    | 2024    |
| ------------------- | ---- | -------- | ------- | ------- |
| Anzahl der Personen | 515  | 420      | 455     | 447     |
| Unterschied         |      | −18,44 % | +8,33 % | −1,75 % |

| Jahr                | 2023 | 2024    |
| ------------------- | ---- | ------- |
| Anzahl der Personen | 435  | 447     |
| Unterschied         |      | +2,75 % |

Nach der Volkszählung 2011 wohnten in Čekovce 436 Einwohner, davon 404 Slowaken. 32 Einwohner machten keine Angabe zur Ethnie.
371 Einwohner bekannten sich zur römisch-katholischen Kirche und 31 Einwohner zur Evangelischen Kirche A. B. Ein Einwohner war konfessionslos und bei 31 Einwohner wurde die Konfession nicht ermittelt.

## Bauwerke
- römisch-katholische Kirche Maria vom Rosenkranz aus dem Jahr 1925[6]